# Maksym Krypak
Maksym Serhijowytsch Krypak (ukrainisch Максим Сергійович Крипак, wiss. Transliteration Maksym Serhijovyč Krypak; * 23. Mai 1995 in Charkiw) ist ein ukrainischer Schwimmer, der bei Wettkämpfen des Internationalen Paralympischen Komitees antritt.

## Karriere
Krypak wurde mit Funktionsstörungen seines Bewegungsapparats geboren und erhielt später die Klassifikation S10 für den paralympischen Schwimmsport. Mit sechs Jahren begann er als medizinische Maßnahme Schwimmunterricht zu nehmen. 2016 gab Krypak sein internationales Debüt bei den Sommer-Paralympics in Rio de Janeiro. Er siegte in fünf Disziplinen und erschwamm in drei weiteren Rennen die Silbermedaille. Zwei Jahre später triumphierte der Ukrainer bei den Europameisterschaften der Behinderten in vier Disziplinen und wurde dreimal Vizemeister. 2019 trat Krypak zum ersten Mal bei den Weltmeisterschaften der Behinderten an, die in London ausgetragen wurden. Mit fünf Titeln und einem zweiten Platz gehörte er zu den erfolgreichsten Athleten des Wettbewerbs. 2021 wurde er fünffacher Europameister und gewann mit der Freistilstaffel die Silbermedaille. Bei den Sommer-Paralympics, die in Tokio stattfanden, war Krypak mit fünf Goldmedaillen und je einem zweiten und einem dritten Platz der erfolgreichste Sportler und mit fünfzehn paralympischen Medaillen in seiner Karriere der erfolgreichste Behindertensportler der Ukraine. Außerdem stellte er bei den Rennen drei neue Weltrekorde auf.

## Auszeichnungen
Für seine Erfolge bei den Paralympischen Spielen wurde ihm 2016 der Verdienstorden der Ukraine in der dritten Klasse verliehen. Bei der Preisverleihung Heroes of the Sports Year erhielt er den Strong Spirit Award. Nachdem er bei den Sommer-Paralympics 2020 der am meisten dekorierte Athlet war, wurde er vom ukrainischen Präsidenten mit dem Titel Held der Ukraine ausgezeichnet. Außerdem ernannte ihn das Magazin Swimming World zum Behindertenschwimmer des Jahres 2021.